# Girjet
Girjet (Gestión Aérea Ejecutiva, SL) fue una aerolínea chárter y de carga española con base en Barcelona. Operó vuelos entre 2003 y 2008. 

## Flota histórica
Girjet operó durante su existencia las siguientes aeronaves:
| Aeronaves       | Total | Introducido | Retirado | Matrículas                                      |
| --------------- | ----- | ----------- | -------- | ----------------------------------------------- |
| Boeing 747-200C | 1     | 2007        | 2007     | EC-KEP                                          |
| Boeing 757-200  | 2     | 2006        | 2008     | EC-JTN y TF-LLZ                                 |
| Fokker 100      | 6     | 2003        | 2008     | EC-IPV, EC-IVO, EC-JDN, EC-JOM, EC-JRV y EC-JJM |

- 1 Boeing 747 - 200 (EC - KEP)
- 2 Boeing 757 - 200 (TF - LLZ , EC - JTN )
- 6  ( EC- JDN  EC- IPV EC- IVO EC- JRV EC- JJM EC- JOM )

## Historia
La aerolínea se constituyó el 28 de febrero de 2003 comenzando a operar el 31 de julio de ese mismo año. Cesando sus operaciones en abril de 2008.
En octubre de 2007, la tripulación de un aparato de la compañía fue detenida en Chad junto con miembros de la ONG francesa El Arca de Zoé, acusados de complicidad en "secuestro y tráfico de menores". Finalmente las azafatas fueron absueltas el 4 de noviembre y la tripulación el 9 de noviembre de 2007 por la corte de justicia de Yamena
A mediados de marzo de 2008 su licencia de operación de vuelos fue revocada. A día 10 de mayo de 2008 GIRJET no ha pagado ningún sueldo a sus empleados desde diciembre de 2007. Finalmente, el estado tuvo que hacer frente a la deuda asumiendo los salarios debidos por medio de FOGASA.